# Convair XFY Pogo
Convair XFY Pogo là một mẫu máy bay tiêm kích VTOL thử nghiệm của Hoa Kỳ. Pogo có cánh tam giác.

## Tính năng kỹ chiến thuật (XFY-1)
Đặc điểm tổng quát
- Kíp lái: 1
- Chiều dài: 34 ft 11,7 in (10,66 m)
- Sải cánh: 27 ft 7¾ in (8,43 m)
- Chiều cao: ft in (m)
- Diện tích cánh: 427 ft² (39,7 m²)
- Trọng lượng rỗng: 11.700 lb (5.310 kg)
- Trọng lượng cất cánh tối đa: 16.250 lb (7.370 kg)
- Động cơ: 1 × Allison YT40-A-16, 5.500 hp (17.000 lbf)

 Hiệu suất bay 
- Vận tốc cực đại: 610 mph (530 kn, 980 km/h) trên độ cao 15.000 ft (4.600 m)
- Vận tốc hành trình: ≈400 mph (350 kn, 640 km/h)
- Tầm bay: ≈400 mi (350 nmi, 640 km) 33.000 ft (10.000 m)
- Trần bay: 43.600 ft (13.300 m)
- Vận tốc lên cao: 8.000 ft/phút lên độ cao 20.000 ft (40,64 m/s)
- Tải trên cánh cực đại: 38,1 lb/ft² (186 kg/m²)
- Công suất/khối lượng nhỏ nhất: 0,34 hp/lb (560 W/kg)

Trang bị vũ khí

- Súng: 4 × pháo 20mm (0.79 in) hoặc
- Rocket: 48 × đạn rocket 2.75 in (70 mm) Mk 4/Mk 40